# Valentina Cerkasova
Valentina Cerkasova (în rusă Валентина Черкасова; n. 22 iunie 1958, Jõhvi, RSS Estonă, URSS) este o trăgătoare de tir ce a reprezentat Uniunea Republicilor Sovietice Socialiste, medaliată olimpică. A participat la 2 ediții ale Jocurilor Olimpice (1988, 1992) în care a câștigat o medalie de bronz.